# Acide 3-hydroxyanthranilique
L’acide 3-hydroxyanthranilique est un métabolite de la dégradation du tryptophane par la voie de la kynurénine. Il résulte de l'action de la kynuréninase (EC 3.7.1.3) sur la 3-hydroxykynurénine et est oxydé en acide 2-amino-3-carboxymuconique-6-semialdéhyde par la 3-hydroxyanthranilate 3,4-dioxygénase (EC 1.13.11.6).
Il pourrait avoir une action d'élimination des radicaux libres et présenter également un risque cancérogène.